# Бочаров, Иван Яковлевич
Бочаро́в, Ива́н Я́ковлевич — капитан государственной безопасности, депутат Верховного Совета РСФСР. Входил в состав особой тройки НКВД СССР.

## Биография
Родился в 1906 году; место рождения — г. Бийск. Национальность — русский. Член ВКП(б) c 07.1927. Состоял в комсомоле.
В 1927—1928 гг. слушатель Бийских окружных курсов секретарей райкомов ВЛКСМ, ответственный секретарь Солонешинского районного комитета ВЛКСМ (Сибирский край). В 1928—1931 гг. в пограничных войсках ОГПУ. В 1931—1933 гг. уполномоченный Бийского горотдела ГПУ (Восточно-Сибирский край). В 1933—1934 гг. начальник Зырянского райотдела ГПУ (Восточно-Сибирский край). В 1934—1937 гг. начальник V отделения Экономического — III отдела Полномочного представительства ОГПУ — Управления НКВД по Восточно-Сибирскому краю, начальник Отделения IV отдела ГУГБ НКВД СССР, начальник VIII отделения IV отдела ГУГБ НКВД СССР.
С 19.10.1937 — заместитель начальника УНКВД, начальник УНКВД Куйбышевской области с 28.02.1938 по 17.01.1939 — нач. УНКВД Куйбышевской области. Этот период отмечен вхождением в состав особой тройки, созданной по приказу НКВД СССР от 30.07.1937 № 00447 и активным участием в сталинских репрессиях.
Депутат Верховного Совета РСФСР 1 созыва.

## Завершающий этап
17.01.1939 зачислен в действующий резерв. Арестован 24 апреля 1939 г. Расстрелян 26.02.1940. Не реабилитирован.

## Звания
- младший лейтенант государственной безопасности (22.03.1936)
- лейтенант государственной безопасности (30.12.1936)
- старший лейтенант государственной безопасности (21.10.1937)
- капитан государственной безопасности (28.02.1938)